# Witold Orzechowski
Witold Orzechowski ps. Generał Longinus (ur. 10 marca 1889, zm. 13 listopada 1965) – pułkownik WP, działacz konspiracyjny w czasie II wojny światowej. Działał na podstawie pełnomocnictw gen. Wł. Sikorskiego, jako szefa rządu i naczelnego wodza WP, twórca i komendant główny organizacji podziemnych Organizacja Wojskowa (OW) oraz Konsolidacji Obrońców Niepodległości (KLON).

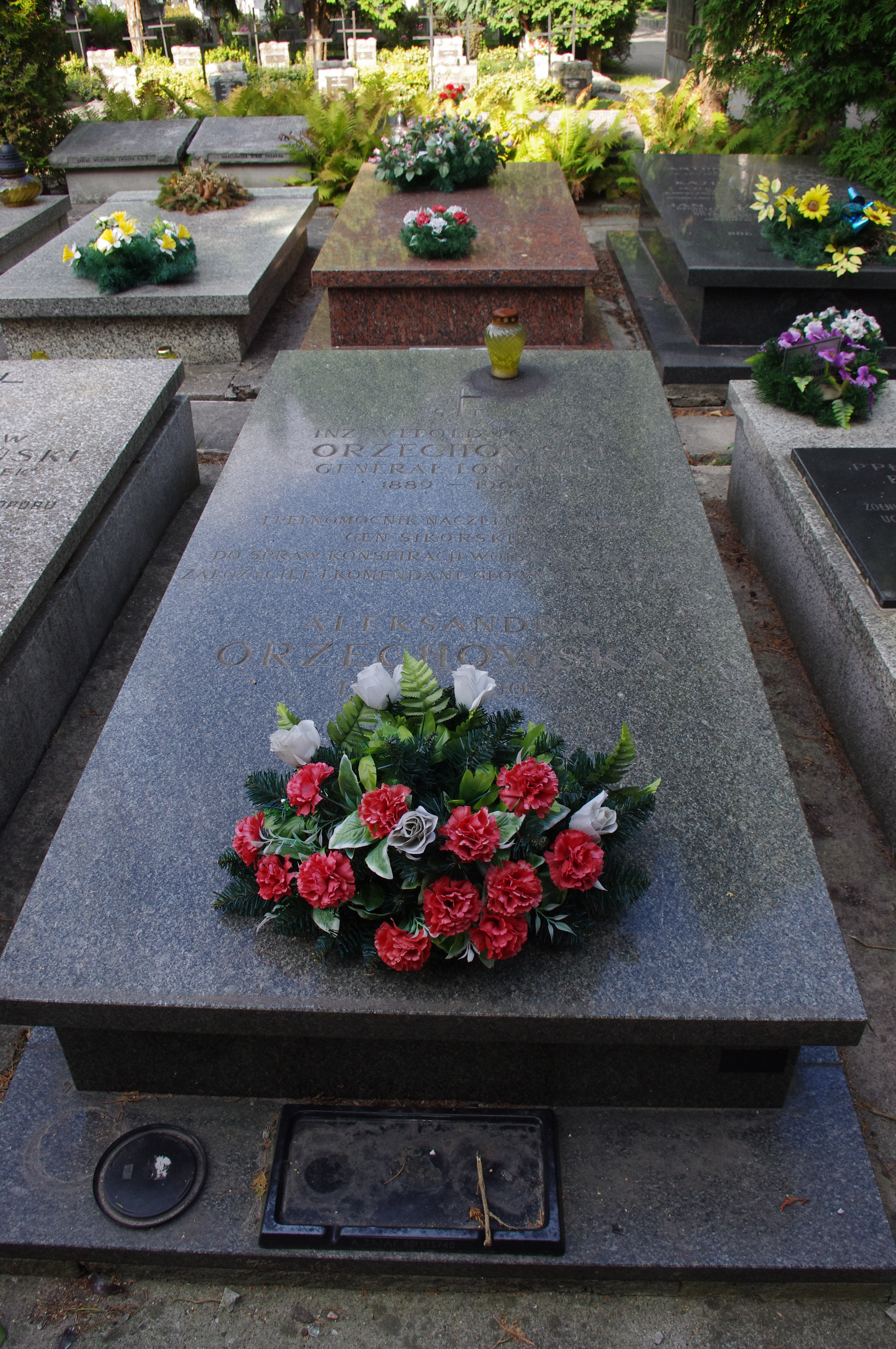
Grób inż. Witolda Orzechowskiego ps. "Longinus" na Cmentarzu Wojskowym na Powązkach w Warszawie

Twórca i komendant główny organizacji podziemnych OW oraz KLON. Aresztowany w maju 1941 r., przez Niemców trafił do KL Dachau, uwolniony staraniem organizacji podziemnych po 12-miesiącach niewoli, powrócił do działalności podziemnej. Po powrocie z obozu w związku z pogorszeniem stanu zdrowia poświęcił się głównie działalności w KLON-ie i Obywatelskich Radach Gospodarczych.
Zmarł po wojnie, pochowany na Cmentarzu Wojskowym na Powązkach w Warszawie (kwatera 28B-1-2).